# Broadway Musketeers
Broadway Musketeers is een Amerikaanse muziekfilm uit 1938 onder regie van John Farrow.

## Verhaal
Isabel, Fay en Connie zijn opgegroeid in hetzelfde weeshuis en ze hebben gezworen altijd vriendinnen te blijven. Als Fay zangeres wordt in een club, komen Isabel en Fay een kijkje nemen. Isabel wordt er verliefd op de gokker Philip en ze ziet hem als haar man niet in de stad is. Ze trouwt uiteindelijk met Philip en Fay trouwt vervolgens met de ex-man van Isabel. Wanneer Philip geldproblemen krijgt, komen hij en Isabel met de onderwereld in aanraking.

## Rolverdeling
| Acteur           | Personage             |
| ---------------- | --------------------- |
| Margaret Lindsay | Isabel Dowling Peyton |
| Ann Sheridan     | Fay Reynolds Dowling  |
| Marie Wilson     | Connie Todd           |
| John Litel       | Stanley Dowling       |
| Janet Chapman    | Judy Dowling          |
| Dick Purcell     | Vincent Morrell       |
| Richard Bond     | Philip Peyton         |
| Anthony Averill  | Nick                  |
| Horace McMahon   | Gurk                  |
| Dewey Robinson   | Milt                  |
| Dorothy Adams    | Anna                  |
| Jimmy Conlin     | Hobart Skinner        |
| Jan Holm         | Leraar                |